# Julia Simon
Pour les articles homonymes, voir Simon (patronyme).
Julia Simon, née le 9 octobre 1996 à Albertville, est une biathlète française issue du Club des Sports des Saisies (Savoie).
Elle obtient son premier podium en Coupe du monde le 5 décembre 2019 en terminant troisième de l'individuel 15 km d'Östersund, puis décroche sa première victoire individuelle le 14 mars 2020 en remportant la poursuite de Kontiolahti en Finlande. Elle est championne du monde du relais mixte simple avec Antonin Guigonnat le 18 février 2021 à Pokljuka, médaillée d'argent du relais mixte aux Jeux olympiques de Pékin en 2022.
Sa véritable percée au plus haut niveau international s'opère lors de la saison 2022-2023 avec le port durable du dossard jaune de leader du classement général de la Coupe du monde. En point d'orgue, elle décroche le 12 février 2023 à Oberhof le titre de championne du monde de la poursuite, devenant ainsi la septième biathlète française à remporter un titre mondial individuel. En mars, elle s'adjuge le classement général de la Coupe du monde 2022-2023, 18 ans après le sacre de Sandrine Bailly, qui était la dernière Française à avoir gagné le gros globe de cristal.
Elle est l'athlète la plus décorée des Championnats du monde 2024 à Nové Město, où elle conduit en dernière relayeuse le relais mixte français au sacre, puis enchaîne sur un doublé victorieux sprint-poursuite, avant de gagner avec ses coéquipières le relais féminin pour un total de quatre médailles d'or. 
Aux championnats du monde 2025 à Lenzerheide elle remporte quatre nouvelles médailles d'or (individuel, relais dames, mixte et single mixte). Avec dix titres mondiaux dans sa carrière, Julia Simon devient ainsi la biathlète française totalisant le plus de médailles d'or aux championnats du monde et se situe au troisième rang mondial. Si on ne considère que les titres individuels, elle se situe avec quatre titres au premier rang français (avec Marie Dorin) et n'est devancée au niveau international que par Magdalena Forsberg et Liv Grete Poirée (6 titres chacune).

## Parcours sportif

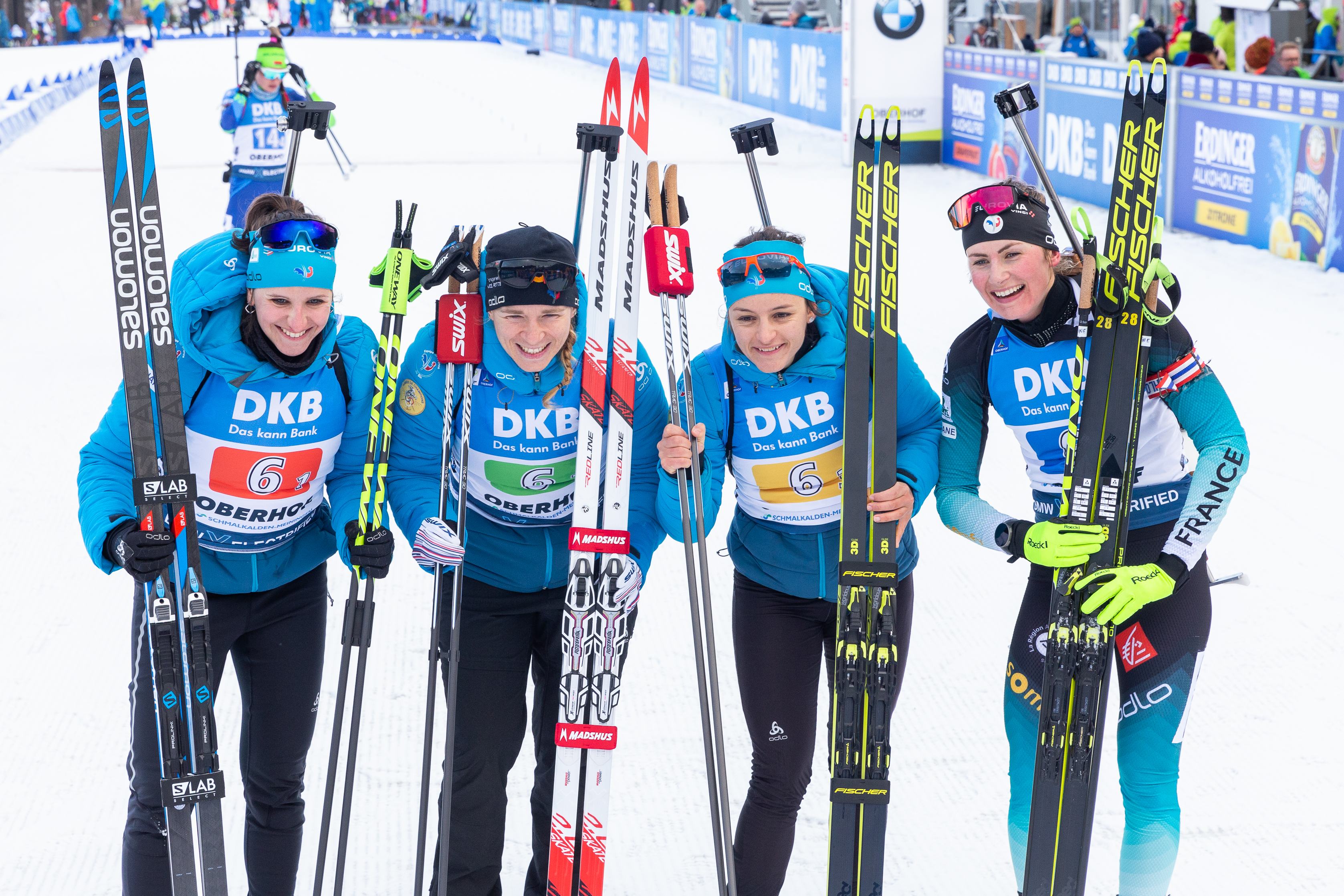
IBU World Cup avec Julia Simon, Anais Bescond, Celia Aymonier, Justine Braisaz en 2020.

### Débuts professionnels
Championne de France de mass start en 2013 dans la catégorie jeune, Julia Simon est sélectionnée pour les Championnats du monde de la catégorie l'année suivante. Elle décroche la médaille de bronze sur l'épreuve du sprint et est titrée sur le relais féminin (avec Estelle Mougel et Léna Arnaud) lors des Championnats du monde jeune de Presque Isle (États-Unis). La saison suivante, en 2015, elle décroche une nouvelle médaille d'or en relais, cette fois-ci dans la catégorie junior, avec Chloé Chevalier et Léna Arnaud. Aux Championnats d'Europe à Otepää, elle obtient la médaille de bronze sur le relais avec Anaïs et Chloé Chevalier et Coline Varcin.
Engagée dès la saison 2014-2015 sur le circuit IBU Cup (deuxième échelon mondial), elle y décroche rapidement ses premiers podiums et signe sa première victoire lors du sprint de Martell le 7 janvier 2017. Cette victoire lui permet de découvrir le circuit de la Coupe du monde lors de l'étape de Ruhpolding disputée quelques jours plus tard. 44e du sprint, elle marque ses premiers points en Coupe du monde le lendemain en terminant 39e de la poursuite. Auteure d'une très belle fin de saison, elle retrouve l'élite mondiale lors de l'étape d'Oslo lors de laquelle elle rentre deux fois dans les points.
La saison 2017-2018 lui permet d'atteindre la 12e place sur le sprint d'Antholz, de décrocher deux médailles aux championnats d'Europe, le bronze de la poursuite remportée par Chloé Chevalier et l'argent en relais mixte simple avec Émilien Jacquelin. Elle gagne sa sélection pour les Jeux olympiques de Pyeongchang mais, en qualité de remplaçante, elle n'a finalement pas l'occasion de disputer une épreuve.

### Première victoire en relais (2018-2019)
Lors de la première étape de la Coupe du monde 2018-2019 qui se déroule à Pokljuka en Slovénie, elle obtient son meilleur résultat en terminant quatrième du sprint, le 8 décembre 2018, sa compatriote Justine Braisaz terminant troisième. Le lendemain, elle finit 14e de la poursuite. Lors de l'étape suivante disputée à Hochfilzen, à l'occasion de son premier relais en Coupe du monde, elle obtient son premier podium en terminant troisième avec Anaïs Chevalier, Célia Aymonier et Anaïs Bescond. Lors de l'étape de Ruhpolding, elle termine à la onzième place, première française. Lors du relais, elle est alignée en première position de l'équipe française. Elle est en tête avec l'Italienne Dorothea Wierer lors du passage de relais à Anaïs Bescond qui donne une vingtaine de secondes d'avance à Justine Braisaz, Anaïs Chevalier franchissant en tête la ligne d'arrivée. C'est la première victoire de Julia Simon en Coupe du monde.
Elle devient championne de France de mass start en 2019.

### Première victoire individuelle en Coupe du monde (2019-2020)
Lors de la saison 2019-2020, elle obtient son premier podium en terminant troisième de l'individuel d'Östersund qui est remporté par sa coéquipière Justine Braisaz. Au mois de janvier, lors du sprint d'Oberhof, elle s'adjuge un deuxième podium, à nouveau en terminant troisième. Après une deuxième victoire en équipe lors du relais mixte le 25 janvier 2020 à Pokljuka, elle décroche sa première victoire individuelle en Coupe du monde le 14 mars en remportant la dernière course de la saison, la poursuite de Kontiolahti en Finlande, grâce notamment à un 5 sur 5 sur le dernier tir debout.

### Titre mondial en relais mixte simple, deux victoires individuelles en coupe du monde (2020-2021)
Au cours de la saison 2020-2021, Julia Simon monte pour la première fois sur le podium lors de la première des deux étapes d'Hochfilzen, en terminant deuxième du relais puis troisième de la poursuite. Elle commence l'année 2021 par une quatrième place sur le sprint à Oberhof. La semaine suivante, le 17 janvier, toujours à Oberhof, elle remporte sa deuxième victoire en Coupe du monde en s'imposant dans la mass-start devant l'allemande Franziska Preuß après avoir pris la tête de la course au début du dernier tour grâce à un dernier tir rapide et sans faute. Huit jours plus tard, à Antholz, elle récidive sur le même format de course (mass-start) suivant un scénario similaire : trois fautes au tir lors des trois premiers passages devant les cibles, puis, tandis que de nombreuses adversaires partent à la faute, un dernier tir parfait qui la replace à l'avant de la  course. En sortant quatrième du pas de tir à neuf secondes de Hanna Öberg, elle parvient à recoller et prendre la tête dans le dernier tour, s'imposant finalement de deux dixièmes de seconde devant la Suédoise pour une troisième victoire en Coupe du monde. Elle est la première française à remporter deux départs en masse à la suite. En position de force pour remporter son premier petit globe de cristal, elle laisse pourtant passer sa chance lors de la mass-start finale de la saison à Östersund, disputée dans des conditions particulièrement venteuses. Elle rate en effet complètement sa course, perdant toutes ses illusions au milieu des rafales dès les tirs couchés (neuf fautes sur dix) et termine dernière, laissant finalement le petit globe de la mass-start s'en aller entre les mains de la gagnante du jour, Ingrid Landmark Tandrevold,.
Par ailleurs, lors des championnats du monde disputés à Pokljuka en février 2021, la Française gagne son premier titre mondial en compagnie d'Antonin Guigonnat lors du relais mixte simple. Le duo français s'impose grâce à sa réussite sur le pas de tir (seulement cinq pioches) qui lui permet de rester dans le coup durant toute la course, et à une attaque tranchante de Julia Simon sur Tiril Eckhoff dans la dernière montée suivie de la descente menant à l'arrivée, ce qui lui permet de décrocher sa rivale norvégienne et de passer la ligne avec près de trois secondes d'avance.

### Cinq podiums de Coupe du monde et une médaille aux Jeux olympiques (2021-2022)
En mai 2021, elle aborde l'inter-saison en collaborant avec l'ancienne biathlète Marie-Laure Brunet qui occupe le rôle de préparatrice mentale centrée sur le tir. Julia Simon commence la saison 2021-2022 de Coupe du monde par une 72e place sur l'individuel d'Östersund avec 6 fautes au tir et accumule ensuite les contre-performances. La tendance s'inverse lors du quatrième week-end à Annecy-Le Grand-Bornand où elle obtient notamment deux deuxièmes places en poursuite puis en mass-start derrière Elvira Öberg. Les deux nouvelles deuxièmes places obtenues en janvier 2022, à Oberhof en sprint puis en individuel à Antholz-Anterselva, illustrent sa capacité à rivaliser avec les meilleures biathlètes de la saison.
Elle aborde les Jeux olympiques de Pékin avec l'ambition d'être médaillée aussi bien individuellement que par équipe. Elle ne parvient cependant à remplir son objectif qu'à moitié. Alignée en deuxième position du relais mixte français lors de l'épreuve d'ouverture, elle effectue une manche brillante, ramenant l'équipe de France en tête à la mi-course après avoir pris le relais en huitième place avec une minute et vingt-cinq secondes de retard. Elle contribue ainsi grandement à la médaille d'argent finalement décrochée en compagnie d'Anaïs Chevalier-Bouchet, Émilien Jacquelin et Quentin Fillon Maillet. Ce sera sa seule médaille lors de ces Jeux. 21e de l'individuel avec un 16/20 au tir puis 29e du sprint avec un 7/10, elle réalise une belle remontée sur la poursuite qu'elle termine à la 8e place. Lors du relais féminin, c'est elle qui finit la course mais lorsqu'elle prend le relais, la France compte déjà un retard considérable et, après un tir debout où elle doit visiter l'anneau de pénalité, elle ne peut faire mieux que sixième à l'arrivée. Elle n'est pas plus en réussite lors de l'épreuve finale, la mass-start remportée pas sa collègue des Saisies, Justine Braisaz-Bouchet. Julia Simon joue pourtant les premiers rôles au cours de la première partie de la course et figure provisoirement sur le podium au moment d'aborder le troisième tir, le premier debout. Mais trois fautes lors de cette séance perturbée par le vent puis deux autres lors de la dernière lui enlèvent toute chance de médaille. Elle termine 6e, son meilleur résultat individuel de la quinzaine olympique.
Le 11 mars à Otepää, Julia Simon remporte sa première victoire de la saison (et la quatrième de sa carrière) en s'imposant dans le sprint, une spécialité où elle n'avait pas encore gagné en Coupe du monde, à la faveur d'un 9 sur 10 au tir et d'un excellent temps à ski, en particulier dans le dernier tour, qui lui permet de devancer de 11 secondes Vanessa Voigt et de presque 13 secondes Karoline Knotten qui, pour leur part, ont réalisé le sans-faute.

### Championne du monde de la poursuite, gagnante de la Coupe du monde (2022-2023)
Stéphane Bouthiaux, directeur de l'équipe de France, déclare avant le début de la saison que Julia Simon « a énormément progressé sur son tir couché, qui était son point faible ». Julia Simon remporte la poursuite lors de la première étape de la Coupe du monde 2022-2023 à Kontiolahti grâce notamment à un sans-faute au tir, une première pour elle à ce niveau sur une épreuve à quatre tirs. Cette victoire lui permet de se hisser à la seconde place du classement général. Lors des quatre courses disputées sur le site finlandais, elle n'a pas raté une seule balle au tir couché. Lors de l'étape suivante disputée à Hochfilzen, sa troisième place lors du sprint lui permet d'être pour la première fois de sa carrière en tête du classement provisoire de la coupe du monde et ainsi de porter un dossard jaune de leader. Elle renforce cette position en s'imposant lors de la poursuite où elle ne commet qu'une seule erreur sur un tir debout. Elle termine cette étape par une victoire en relais. Dernière relayeuse française, elle fait la différence sur la Suède par un sans-faute au tir, avec notamment un dernier debout "stratosphérique". Lors de la dernière étape de 2022, au Grand-Bornand, la pression du dossard jaune à domicile la rattrape un peu sur le sprint d'ouverture, où ses deux fautes au debout la placent en 15ème position, mais elle tire avantage de conditions de glisse particulières le lendemain pour terminer sur le podium (sur la 3ème marche) malgré 3 fautes sur ses tirs debout. En conclusion de cette étape, elle s'adjuge la 2ème place de la mass-start dominicale remportée par Lisa Theresa Hauser, derrière laquelle elle était lancée à l'issue du dernier debout en compagnie d'Anaïs Chevalier-Bouchet (qui finit elle aussi sur le podium), pour la plus grande joie d'un public pouvant également apprécier la présence de trois autres Françaises parmi les huit premières (dont deux, Sophie Chauveau & Lou Jeanmonnot, présentes à la "cérémonie des fleurs", en tant que 5ème et 6ème de la course).
En février 2023, elle se présente aux championnats du monde d'Oberhof avec le dossard jaune de leader de la Coupe du monde et figure logiquement parmi les principales favorites. Elle fait partie de l'équipe de France qui obtient la médaille de bronze du relais mixte en ouverture des championnats, grâce notamment à une excellente performance de sa part (placée en première relayeuse, elle donne le relais en tête avec 10 secondes d'avance sur l'Italie après un tir debout supersonique). Elle se classe ensuite dixième du Sprint remporté par Denise Herrmann-Wick, en manquant ses deux derniers tirs debout, et prend le départ de la poursuite le 12 février avec un handicap de 1 min 03 s sur l'Allemande. Au cours de cette épreuve, grâce à la précision de son tir et sa vélocité sur la piste, elle remonte en tête de course pour se retrouver en confrontation avec Hermann-Wick lors du quatrième et dernier passage devant les cibles. Tirant très vite, elle commet une faute mais parvient à mettre sa rivale sous pression. Celle-ci manque ainsi deux cibles, ce qui permet à Julia Simon de s'envoler vers la victoire, sept ans après le précédent succès sur une course  individuelle d'une Française aux Mondiaux (Marie Dorin-Habert à Holmenkollen en 2016). Lors de l'épreuve suivante, l'individuel, elle se montre la plus rapide mais rate le coche en raison d'un tir légèrement défaillant (17/20), notamment la première balle en couché et la dernière en debout. Elle écope de trois minutes de pénalité qui lui coûtent le titre et le podium ; elle se classe finalement cinquième derrière des biathlètes ayant tiré à 20/20 ou 19/20, à une minute et vingt deux secondes de la gagnante Hanna Öberg.
Affectée par le SARS-CoV-2 juste après les mondiaux, elle est rétablie pour les épreuves de coupe du monde de Nové Město. Neuvième du sprint puis quatrième de la poursuite, elle fait la bonne opération de la semaine, car Elvira Öberg sa principale rivale tout au long de la saison jusque là repart de Tchéquie avec zéro point (63e du sprint, celle-ci ne peut prendre le départ de la poursuite). Lors de l'étape d'Östersund Julia Simon engrange de précieux points en terminant quatrième de l'individuel et en signant un nouveau podium sur la mass-start (3e). La menace change également de camp : sa dauphine est désormais Dorothea Wierer, deux fois victorieuse en Suède. Le report du sprint à Oslo en raison du brouillard entraine l'annulation de la poursuite, ce qui fait les affaires de Julia Simon : avec une course de moins elle se rapproche du gros globe et s'assure, sans courir, le Petit Globe de la Poursuite. En terminant cinquième du sprint le 18 mars 2023, elle valide le gain du classement général de la Coupe du monde à une épreuve de la fin. Le 19 mars 2023, elle termine cinquième de la Mass-Start d'Oslo et remporte le Petit globe de la Spécialité.

### Quadruple championne du monde en 2024
À l'intersaison, Julia Simon est absente du groupe de l'équipe de France qui effectue un stage au début du mois de juillet 2023, officiellement pour raisons personnelles. Le journal l'Équipe révèle qu'elle est en fait l'objet de deux plaintes pour fraude à la carte bancaire, dont une lors de l'été 2022 sur celle de Justine Braisaz-Bouchet, sa coéquipière en équipe de France. Après ces révélations, Julia Simon suspend tous ses réseaux sociaux tandis que la fédération française de ski publie un communiqué indiquant qu'elle attend le résultat de l'enquête pénale avant de prendre une décision. En août 2023, lors de sa première prise de parole publique depuis la révélation de l'affaire, elle affirme son innocence et indique avoir porté plainte pour usurpation d'identité. Le 2 septembre 2023, elle fait son retour en participant aux côtés d'autres membres de l'équipe de France au Martin Fourcade Nordic Festival (elle termine troisième de l'épreuve). Elle réintègre progressivement le groupe de l'équipe de France et dispute à l'automne les courses nationales de biathlon d'été avant le début de la saison.
Le 25 novembre 2023, lors de l'ouverture de la Coupe du monde, elle dispute le relais mixte simple en faisant équipe avec Fabien Claude. Elle permet au duo français de terminer troisième après avoir récupéré le relais en dixième position. Elle révèle à la fin du mois de novembre être touchée mentalement, conséquence de sa saison précédente et en lien avec l'affaire judiciaire ayant marqué son été. Lors de la troisième étape à Lenzerheide, elle retrouve le podium à l'issue de la poursuite qu'elle termine à la deuxième place, derrière Justine Braisaz-Bouchet.
Lors de la reprise de la compétition en janvier 2024 à Oberhof, Julia Simon renoue avec la victoire en s'imposant sur la poursuite devant la gagnante du sprint Justine Braisaz-Bouchet. Le lendemain, Julia Simon signe une nouvelle victoire, collective cette fois avec l'équipe de France féminine : elle prend le dernier relais en tête avec une vingtaine de secondes d'avance et fait cavalier seul jusqu'à l'arrivée malgré trois pioches au tir debout qui avaient permis à la Norvège, deuxième, de réduire un peu l'écart. Trois jours plus tard, Julia Simon est à nouveau à la conclusion victorieuse d'un relais féminin, faisant la différence sur l'Allemande Hanna Kebinger et la Suédoise Elvira Öberg sur sa vitesse de tir. Elle remonte sur le podium lors de l'individuel court d'Antholz-Anterselva puis remporte la mass start disputée deux jours plus tard sur le même site, ce qui lui permet de remonter en quatrième position du classement de la Coupe du monde au moment d'aborder les championnats du monde de Nové Město.
Le relais mixte est la première course de ces championnats. Julia Simon, dernière relayeuse française après Éric Perrot, Quentin Fillon Maillet et Justine Braisaz-Bouchet, prend le départ en tête avec six secondes d'avance sur sa plus proche poursuivante. Maintenant à distance ses rivales sur les skis, elle réalise un sans-faute et tir et permet à l'équipe de France de s'imposer. Deux jours plus tard, elle remporte le titre mondial du sprint grâce à sa rapidité d'exécution au tir sans faire de faute. Elle devance ses compatriotes Justine Braisaz-Bouchet, Lou Jeanmonnot et Sophie Chauveau, permettant à la France de réaliser un quadruplé, une performance qui n'avait été réalisée qu'une seule fois sur une épreuve individuelle féminine des championnats du monde, par l'URSS en 1984,. Deux jours plus tard, lors de la poursuite, elle fait la différence sur Justine Braisaz-Bouchet sur le premier tir debout par sa rapidité et son sans-faute et remporte à l'arrivée son troisième titre avec 46 secondes d'avance sur Lisa Vittozzi, deuxième. Elle est ensuite médaillée de bronze de l'individuel, une course où elle réalise un 19/20 au tir, ce qui se révèle insuffisant face au sans-faute réalisé par Vittozzi, lauréate du titre mondial. Elle s'élance quatre jours plus tard en tant que dernière relayeuse du relais féminin en tête de la course avec 18 secondes d'avance sur Elvira Öberg. Utilisant trois pioches sur son tir debout, elle évite le passage par l'anneau de pénalité contrairement à la Suédoise et remporte ainsi le titre, son quatrième dans ces championnats. Cette victoire est la première d'un relais féminin français dans l'histoire des championnats du monde. Sur la mass start, elle est en duel avec Justine Braisaz-Bouchet jusqu'au deuxième tir couché où elle commet une erreur. Commettant ensuite deux autres erreurs aux tirs debout, elle conclut ses championnats par une quatrième place. Avec six médailles d'or en carrière, Julia Simon devient la biathlète française française la plus titrée aux championnats du monde, seulement devancée au plan général par Raphaël Poirée (huit titres) et Martin Fourcade (treize).
Lors de la reprise de la Coupe du monde en mars à Oslo, elle se classe 16e de l'individuel, puis retrouve le podium le lendemain en terminant deuxième de la Mass Start. Elle remporte ensuite le relais mixte en compagnie de Sophie Chauveau, Fabien Claude et Quentin Fillon Maillet. Elle signe un nouveau podium à Soldier Hollow lors de la tournée nord-américaine qui boucle la saison, en terminant troisième de la poursuite après une belle remontée (elle s'était classée septième du sprint à plus d'une minute). Lors de la dernière étape au Canada, elle se classe quatrième à deux reprises (sprint et poursuite) et septième de la mass-start. Ces résultats sont insuffisants pour remporter les deux petits globes convoités alors quelle portait le dossard rouge de leader de la poursuite et de la mass-start. Le globe de la poursuite va finalement à sa compatriote Lou Jeanmonnot et celui de la mass-start à l'italienne Liza Vittozzi. Julia Simon termine à la cinquième place du classement général de la Coupe du monde 2023-2024.

### Saison 2024-2025: quatre nouveaux titres aux championnats du monde
À l'inter-saison, Julia Simon s'entraîne à nouveau avec le groupe « A » de l'équipe de France , à la différence de l'année précédente, et participe à certaines compétitions estivales. Elle remporte notamment le Super Sprint du BLINK Festival en Norvège et, un mois plus tard, la mass-start du Martin Fourcade Nordic Festival à Annecy. En octobre à Arçon, elle est sacrée championne de France de biathlon d'été en poursuite après avoir obtenu la médaille de bronze en sprint. 
La Coupe du monde débute à Kontiolahti par des épreuves collectives. Julia Simon obtient deux secondes places, en relais simple mixte et en relais féminin. Lors ce dernier cependant, elle défaille en fin de course (au tir debout où elle craque et doit visiter l'anneau de pénalité puis sur la piste dans le dernier tour où elle est victime d'une crampe) alors que la victoire semblait promise aux Françaises. Elle enchaîne par des prestations très décevantes sur les deux premières courses individuelles, puis se rassure enfin en montant sur le podium de la première Mass-start de la saison en terminant deuxième derrière le dossard jaune Elvira Öberg.
Aux Championnats du monde 2025 à Lenzerheide, elle remporte le titre du relais mixte avec Lou Jeanmonnot, Éric Perrot et Émilien Jacquelin devant l'équipe tchèque et l'équipe allemande, puis elle est sacrée championne du monde de l'individuel devant Ella Halvarsson (médaille d'argent) et Lou Jeanmonnot (médaille de bronze).
Ensuite elle remporte le titre du relais mixte simple avec Quentin Fillon Maillet puis elle décroche le titre du relais féminin avec Lou Jeanmonnot, Océane Michelon et Justine Braisaz-Bouchet devant l'équipe norvégienne et l'équipe suédoise.
Lors de la reprise de la coupe du monde à Nové Mesto en mars, après un podium sur le sprint, elle remporte la poursuite. La semaine suivante à Pokljuka (Slovénie), elle enchaîne avec une nouvelle victoire sur l'individuel court grâce à un 20/20 au tir.

## Palmarès en biathlon

### Jeux olympiques
| Édition \ Épreuve | Individuel | Sprint | Poursuite | Mass start | Relais | Relais mixte                       |
| ----------------- | ---------- | ------ | --------- | ---------- | ------ | ---------------------------------- |
| Pékin 2022        | 21e        | 29e    | 8e        | 6e         | 6e     | Médaille d'argent, Jeux olympiques |

Légende :
- : deuxième place, médaille d'argent

### Championnats du monde
| Édition \ Épreuve       | Individuel                | Sprint               | Poursuite            | Mass start                | Relais               | Relais mixte              | Relais mixte simple  |
| ----------------------- | ------------------------- | -------------------- | -------------------- | ------------------------- | -------------------- | ------------------------- | -------------------- |
| Östersund 2019          | 24e                       | 61e                  | —                    | —                         | 8e                   | 8e                        | 7e                   |
| Antholz-Anterselva 2020 | 31e                       | 41e                  | 35e                  | 5e                        | 14e                  | 7e                        | —                    |
| Pokljuka 2021           | Ab.                       | 28e                  | 22e                  | 16e                       | 8e                   | 5e                        | Médaille d'or, monde |
| Oberhof 2023            | 5e                        | 10e                  | Médaille d'or, monde | Médaille de bronze, monde | 4e                   | Médaille de bronze, monde | —                    |
| Nové Město 2024         | Médaille de bronze, monde | Médaille d'or, monde | Médaille d'or, monde | 4e                        | Médaille d'or, monde | Médaille d'or, monde      | —                    |
| Lenzerheide 2025        | Médaille d'or, monde      | 7e                   | 12e                  | 22e                       | Médaille d'or, monde | Médaille d'or, monde      | Médaille d'or, monde |

Légende :
- : première place, médaille d'or
- : troisième place, médaille de bronze
- — : non disputée par Julia Simon
- Ab. : abandon

### Coupe du monde
- 1 gros globe de cristal en 2023.
- 2 petits globes de cristal :
  - Vainqueur du classement de la poursuite en 2023
  - Vainqueur du classement de la mass start en 2023
- 76 podiums[56] :
  - 39 podiums individuels : 15 victoires, 12 deuxièmes places et 12 troisièmes places.
  - 23 podiums en relais : 10 victoires, 5 deuxièmes places et 8 troisièmes places.
  - 8 podiums en relais mixte : 5 victoires, 1 deuxième place et 2 troisièmes places.
  - 6 podiums en relais simple mixte : 3 victoires, 1 deuxième place et 2 troisièmes places.

 Dernière mise à jour le 13 mars 2025 

#### Détail des victoires
| Saison \ Épreuve | Individuel                          | Sprint                    | Poursuite                                     | Mass start                 | Total |
| ---------------- | ----------------------------------- | ------------------------- | --------------------------------------------- | -------------------------- | ----- |
| 2019-2020        |                                     |                           | Kontiolahti                                   |                            | 1     |
| 2020-2021        |                                     |                           |                                               | Oberhof Antholz-Anterselva | 2     |
| 2021-2022        |                                     | Otepää                    |                                               |                            | 1     |
| 2022-2023        |                                     |                           | Kontiolahti Hochfilzen Oberhof (Ch. du monde) | Ruhpolding                 | 4     |
| 2023-2024        |                                     | Nové Město (Ch. du monde) | Oberhof Nové Město (Ch. du monde)             | Antholz-Anterselva         | 4     |
| 2024-2025        | Lenzerheide (Ch. du monde) Pokljuka |                           | Nové Město                                    |                            | 3     |
| Total            | 2                                   | 2                         | 7                                             | 4                          | 15    |

 Dernière mise à jour le 13 mars 2025 

#### Classements en Coupe du monde
| Saison    | Individuel | Individuel | Individuel | Sprint  | Sprint | Sprint   | Poursuite | Poursuite | Poursuite | Mass start | Mass start | Mass start | Général | Général | Général  |
| Saison    | Courses    | Points     | Position   | Courses | Points | Position | Courses   | Points    | Position  | Courses    | Points     | Position   | Courses | Points  | Position |
| --------- | ---------- | ---------- | ---------- | ------- | ------ | -------- | --------- | --------- | --------- | ---------- | ---------- | ---------- | ------- | ------- | -------- |
| 2016-2017 |            |            |            | 2 / 9   | 16     | 69e      | 2 / 9     | 13        | 73e       |            |            |            | 4 / 26  | 29      | 76e      |
| 2017-2018 |            |            |            | 5 / 8   | 29     | 60e      | 3 / 7     | 13        | 66e       |            |            |            | 8 / 22  | 42      | 67e      |
| 2018-2019 | 3 / 3      | 48         | 23e        | 9 / 9   | 168    | 17e      | 5 / 8     | 116       | 25e       | 4 / 5      | 85         | 24e        | 21 / 25 | 417     | 23e      |
| 2019-2020 | 3 / 3      | 74         | 13e        | 8 / 8   | 211    | 9e       | 5 / 5     | 144       | 8e        | 5 / 5      | 128        | 12e        | 21 / 21 | 551     | 8e       |
| 2020-2021 | 3 / 3      | 19         | 44e        | 10 / 10 | 140    | 19e      | 8 / 8     | 192       | 10e       | 5 / 5      | 181        | 3e         | 26 / 26 | 575     | 13e      |
| 2021-2022 | 2 / 2      | 54         | 8e         | 9 / 9   | 194    | 15e      | 6 / 7     | 192       | 7e        | 4 / 4      | 114        | 8e         | 21 / 22 | 554     | 12e      |
| 2022-2023 | 3 / 3      | 155        | 2e         | 7 / 7   | 295    | 3e       | 6 / 6     | 373       | 1re       | 4 / 4      | 270        | 1re        | 20 / 20 | 1093    | 1re      |
| 2023-2024 | 3 / 3      | 110        | 5e         | 7 / 7   | 259    | 6e       | 7 / 7     | 384       | 2e        | 4 / 4      | 241        | 2e         | 21 / 21 | 994     | 5e       |
| 2024-2025 | 3 / 3      | 120        | 5e         | 7 / 7   | 259    | 5e       | 6 / 6     | 343       | 2e        | 5 / 5      | 180        | 6e         | 21 / 21 | 902     | 3e       |

#### Résultats détaillés en Coupe du monde
| 2016-2017 |        |        |        |        |        |        |        |        |        |         |        |        |        |        |        | .      | .       | .       | .      |        |        |         |         |         |        |        | 76e |
| 2016-2017 | IN     | SP     | PU     | SP     | PU     | SP     | PU     | MS     | SP     | PU      | MS     | SP 44e | PU 39e | IN     | MS     | SP     | PU      | IN      | MS     | SP     | PU     | SP      | PU      | SP 25e= | PU 30e | MS     | 76e |
| 2017-2018 |        |        |        |        |        |        |        |        |        |         |        |        |        |        |        | .      | .       | .       | .      |        |        |         |         |         |        |        | 67e |
| 2017-2018 | IN     | SP     | PU     | SP     | PU     | SP     | PU     | MS     | SP Ab. | PU      | IN     | MS     | SP 12e | PU 41e | MS     | SP     | PU      | IN      | MS     | SP 81e | MS     | SP 58e  | PU 38e  | SP 48e  | PU 31e | MS     | 67e |
| 2018-2019 |        |        |        |        |        |        |        |        |        |         |        |        |        |        |        |        |         |         |        | .      | .      | .       | .       |         |        |        | 23e |
| 2018-2019 | IN 33e | SP 4e  | PU 14e | SP 23e | PU 10e | SP 28e | PU 33e | MS 17e | SP 31e | PU N.P. | SP 15e | MS 16e | SP 11e | PU 10e | MS Ab. | SI 18e | SP Ann. | SP 13e  | PU 22e | SP 61e | PU     | IN 24e  | MS      | SP 75e  | PU     | MS 7e  | 23e |
| 2019-2020 |        |        |        |        |        |        |        |        |        |         |        |        |        | .      | .      | .      | .       |         |        |        |        |         |         |         |        |        | 8e  |
| 2019-2020 | SP 17e | IN 3e  | SP 18e | PU 13e | SP 8e  | PU 9e  | MS 17e | SP 3e  | MS 17e | SP 7e   | PU 23e | IN 25e | MS 11e | SP 41e | PU 35e | IN 31e | MS 5e   | SP 25e= | MS 26e | SP 11e | PU 1er | SP Ann. | PU Ann. | MS Ann. |        |        | 8e  |
| 2020-2021 |        |        |        |        |        |        |        |        |        |         |        |        |        |        |        | .      | .       | .       | .      |        |        |         |         |         |        |        | 13e |
| 2020-2021 | IN 22e | SP 58e | SP 56e | PU 17e | SP 6e  | PU 3e  | SP 49e | PU 14e | MS 7e  | SP 4e   | PU 15e | SP 59e | MS 1er | IN 62e | MS 1er | SP 28e | PU 22e  | IN Ab.  | MS 16e | SP 35e | PU 19e | SP 20e  | PU 17e  | SP 22e  | PU 4e  | MS 30e | 13e |
| 2021-2022 |        |        |        |        |        |        |        |        |        |         |        |        |        |        |        | .      | .       | .       | .      |        |        |         |         |         |        |        | 12e |
| 2021-2022 | IN 72e | SP 35e | SP 48e | PU 25e | SP 66e | PU     | SP 13e | PU 2e  | MS 2e  | SP 2e=  | PU 4e  | SP 23e | PU 8e  | IN 2e  | MS 10e | IN 21e | SP 29e  | PU 8e   | MS 6e  | SP 18e | PU 15e | SP 1er  | MS 29e  | SP 36e  | PU 22e | MS 16e | 12e |
| 2022-2023 |        |        |        |        |        |        |        |        |        |         |        |        |        |        | .      | .      | .       | .       |        |        |        |         |         |         |        |        | 1re |
| 2022-2023 | IN 5e  | SP 16e | PU 1er | SP 3e  | PU 1er | SP 15e | PU 3e  | MS 2e  | SP 2e  | PU 3e   | IN 3e  | MS 1er | SP 9e  | PU 18e | SP 10e | PU 1er | IN 5e   | MS 3e   | SP 9e  | PU 4e  | IN 4e  | MS 3e   | SP 5e   | PU Ann. | MS 5e  |        | 1re |
| 2023-2024 |        |        |        |        |        |        |        |        |        |         |        |        |        |        | .      | .      | .       | .       |        |        |        |         |         |         |        |        | 5e  |
| 2023-2024 | IN 31e | SP 16e | PU 7e  | SP 7e  | PU 5e  | SP 4e  | PU 2e  | MS 6e  | SP 10e | PU 1er  | SP 10e | PU 13e | SI 2e  | MS 1er | SP 1er | PU 1er | IN 3e   | MS 4e   | IN 16e | MS 2e  | SP 7e  | PU 3e   | SP 4e   | PU 4e   | MS 7e  |        | 5e  |
| 2024-2025 |        |        |        |        |        |        |        |        |        |         |        |        |        |        | .      | .      | .       | .       |        |        |        |         |         |         |        |        | 3e  |
| 2024-2025 | SI 31e | SP 47e | MS 2e  | SP 17e | PU 6e  | SP 7e  | PU 2e  | MS 6e  | SP 12e | PU 10e  | IN 21e | MS 26e | SP 5e  | PU 2e  | SP 7e  | PU 12e | IN 1er  | MS 22e  | SP 3e  | PU 1re | SI 1re | MS 12e  | SP 5e   | PU 14e  | MS 20e |        | 3e  |

#### Podiums en relais en Coupe du monde
| Podiums en relais en Coupe du monde | Podiums en relais en Coupe du monde | Podiums en relais en Coupe du monde | Podiums en relais en Coupe du monde | Podiums en relais en Coupe du monde | Podiums en relais en Coupe du monde | Podiums en relais en Coupe du monde | Podiums en relais en Coupe du monde | Podiums en relais en Coupe du monde | Podiums en relais en Coupe du monde | Podiums en relais en Coupe du monde |
| n°                                  | Saison                              | Date                                | Lieu                                | Épreuve                             | Résultat                            | Composition                         | Composition                         | Composition                         | Composition                         | Compétition                         |
| ----------------------------------- | ----------------------------------- | ----------------------------------- | ----------------------------------- | ----------------------------------- | ----------------------------------- | ----------------------------------- | ----------------------------------- | ----------------------------------- | ----------------------------------- | ----------------------------------- |
| 1                                   | 2018-2019                           | 16-12-2018                          | Hochfilzen                          | Relais 4 x 6 km                     | Médaille de bronze                  | A. Chevalier-Bouchet                | J. Simon                            | C. Aymonier                         | A. Bescond                          | Coupe du monde                      |
| 2                                   | 2018-2019                           | 19-01-2019                          | Ruhpolding                          | Relais 4 x 6 km                     | Médaille d'or                       | J. Simon                            | A. Bescond                          | J. Braisaz                          | A. Chevalier-Bouchet                | Coupe du monde                      |
| 3                                   | 2018-2019                           | 08-02-2019                          | Canmore                             | Relais 4 x 6 km                     | Médaille de bronze                  | A. Chevalier-Bouchet                | J. Braisaz                          | A. Bescond                          | J. Simon                            | Coupe du monde                      |
| 4                                   | 2018-2019                           | 17-02-2019                          | Soldier Hollow                      | Relais mixte simple                 | Médaille de bronze                  | A. Guigonnat                        | J. Simon                            | A. Guigonnat                        | J. Simon                            | Coupe du monde                      |
| 5                                   | 2019-2020                           | 11-01-2020                          | Oberhof                             | Relais 4 x 6 km                     | Médaille de bronze                  | J. Simon                            | A. Bescond                          | C. Aymonier                         | J. Braisaz                          | Coupe du monde                      |
| 6                                   | 2019-2020                           | 17-01-2020                          | Ruhpolding                          | Relais 4 x 6 km                     | Médaille d'argent                   | J. Simon                            | A. Bescond                          | C. Aymonier                         | J. Braisaz                          | Coupe du monde                      |
| 7                                   | 2019-2020                           | 25-01-2020                          | Pokljuka                            | Relais mixte                        | Médaille d'or                       | Q. Fillon Maillet                   | S. Desthieux                        | J. Braisaz                          | J. Simon                            | Coupe du monde                      |
| 8                                   | 2019-2020                           | 07-03-2020                          | Nové Město                          | Relais 4 x 6 km                     | Médaille d'argent                   | J. Simon                            | J. Braisaz                          | C. Chevalier                        | A. Bescond                          | Coupe du monde                      |
| 9                                   | 2020-2021                           | 12-12-2020                          | Hochfilzen                          | Relais 4 x 6 km                     | Médaille d'argent                   | A. Bescond                          | J. Simon                            | J. Braisaz-Bouchet                  | A. Chevalier-Bouchet                | Coupe du monde                      |
| 10                                  | 2020-2021                           | 10-01-2021                          | Oberhof                             | Relais mixte simple                 | Médaille d'or                       | J. Simon                            | É. Jacquelin                        | J. Simon                            | É. Jacquelin                        | Coupe du monde                      |
| 11                                  | 2020-2021                           | 24-01-2021                          | Antholz                             | Relais 4 x 6 km                     | Médaille de bronze                  | A. Bescond                          | A. Chevalier-Bouchet                | J. Braisaz-Bouchet                  | J. Simon                            | Coupe du monde                      |
| 12                                  | 2020-2021                           | 18-02-2021                          | Pokljuka                            | Relais mixte simple                 | Médaille d'or, monde                | A. Guigonnat                        | J. Simon                            | A. Guigonnat                        | J. Simon                            | Championnats du monde               |
| 13                                  | 2020-2021                           | 04-03-2021                          | Nové Město                          | Relais 4 x 6 km                     | Médaille de bronze                  | A. Bescond                          | J. Braisaz-Bouchet                  | C. Chevalier                        | J. Simon                            | Coupe du monde                      |
| 14                                  | 2021-2022                           | 05-12-2021                          | Östersund                           | Relais 4 x 6 km                     | Médaille d'or                       | A. Bescond                          | A. Chevalier-Bouchet                | J. Simon                            | J. Braisaz-Bouchet                  | Coupe du monde                      |
| 15                                  | 2021-2022                           | 08-01-2022                          | Oberhof                             | Relais mixte                        | Médaille de bronze                  | A. Guigonnat                        | S. Desthieux                        | A. Bescond                          | J. Simon                            | Coupe du monde                      |
| 16                                  | 2021-2022                           | 14-01-2022                          | Ruhpolding                          | Relais 4 x 6 km                     | Médaille d'or                       | A. Chevalier-Bouchet                | C. Chevalier                        | J. Braisaz-Bouchet                  | J. Simon                            | Coupe du monde                      |
| 17                                  | 2021-2022                           | 05-02-2022                          | Pékin                               | Relais mixte                        | Médaille d'argent, Jeux olympiques  | A. Chevalier-Bouchet                | J. Simon                            | É. Jacquelin                        | Q. Fillon Maillet                   | Jeux olympiques                     |
| 18                                  | 2022-2023                           | 11-12-2022                          | Hochfilzen                          | Relais 4 x 6 km                     | Médaille d'or                       | L. Jeanmonnot                       | A. Chevalier-Bouchet                | C. Chevalier                        | J. Simon                            | Coupe du monde                      |
| 19                                  | 2022-2023                           | 08-01-2023                          | Pokljuka                            | Relais mixte                        | Médaille d'or                       | F. Claude                           | Q. Fillon Maillet                   | A. Chevalier-Bouchet                | J. Simon                            | Coupe du monde                      |
| 20                                  | 2022-2023                           | 22-01-2023                          | Antholz                             | Relais 4 x 6 km                     | Médaille d'or                       | L. Jeanmonnot                       | A. Chevalier-Bouchet                | C. Chevalier                        | J. Simon                            | Coupe du monde                      |
| 21                                  | 2022-2023                           | 08-02-2023                          | Oberhof                             | Relais mixte                        | Médaille de bronze, monde           | J. Simon                            | A. Chevalier-Bouchet                | É. Jacquelin                        | Q. Fillon Maillet                   | Championnats du monde               |
| 22                                  | 2023-2024                           | 25-11-2023                          | Ostersund                           | Relais mixte simple                 | Médaille de bronze                  | F. Claude                           | J. Simon                            | F. Claude                           | J. Simon                            | Coupe du monde                      |
| 23                                  | 2023-2024                           | 10-12-2023                          | Hochfilzen                          | Relais 4 x 6 km                     | Médaille de bronze                  | G. Guigonnat                        | L. Jeanmonnot                       | J. Braisaz-Bouchet                  | J. Simon                            | Coupe du monde                      |
| 24                                  | 2023-2024                           | 07-01-2024                          | Oberhof                             | Relais 4 x 6 km                     | Médaille d'or                       | L. Jeanmonnot                       | J. Braisaz-Bouchet                  | S. Chauveau                         | J. Simon                            | Coupe du monde                      |
| 25                                  | 2023-2024                           | 10-01-2024                          | Ruhpolding                          | Relais 4 x 6 km                     | Médaille d'or                       | L. Jeanmonnot                       | J. Richard                          | S. Chauveau                         | J. Simon                            | Coupe du monde                      |
| 26                                  | 2023-2024                           | 07-02-2024                          | Nové Město                          | Relais mixte                        | Médaille d'or, monde                | É. Perrot                           | Q. Fillon Maillet                   | J. Braisaz-Bouchet                  | J. Simon                            | Championnats du monde               |
| 27                                  | 2023-2024                           | 17-02-2024                          | Nové Město                          | Relais 4 x 6 km                     | Médaille d'or, monde                | L. Jeanmonnot                       | S. Chauveau                         | J. Braisaz-Bouchet                  | J. Simon                            | Championnats du monde               |
| 28                                  | 2023-2024                           | 03-03-2024                          | Oslo                                | Relais mixte                        | Médaille d'or                       | J. Simon                            | S. Chauveau                         | F. Claude                           | Q. Fillon Maillet                   | Coupe du monde                      |
| 29                                  | 2024-2025                           | 30-11-2024                          | Kontiolahti                         | Relais mixte simple                 | Médaille d'argent                   | J. Simon                            | Q. Fillon Maillet                   | J. Simon                            | Q. Fillon Maillet                   | Coupe du monde                      |
| 30                                  | 2024-2025                           | 01-12-2024                          | Kontiolahti                         | Relais 4 x 6 km                     | Médaille d'argent                   | L. Jeanmonnot                       | J. Braisaz-Bouchet                  | S. Chauveau                         | J. Simon                            | Coupe du monde                      |
| 31                                  | 2024-2025                           | 15-12-2024                          | Hochfilzen                          | Relais 4 x 6 km                     | Médaille d'argent                   | J. Simon                            | J. Braisaz-Bouchet                  | S. Chauveau                         | L. Jeanmonnot                       | Coupe du monde                      |
| 32                                  | 2024-2025                           | 18-01-2025                          | Ruhpolding                          | Relais 4 x 6 km                     | Médaille de bronze                  | P. Botet                            | O. Michelon                         | J. Braisaz-Bouchet                  | J. Simon                            | Coupe du monde                      |
| 33                                  | 2024-2025                           | 26-01-2025                          | Antholz                             | Relais 4 x 6 km                     | Médaille de bronze                  | J. Richard                          | L. Jeanmonnot                       | O. Michelon                         | J. Simon                            | Coupe du monde                      |
| 34                                  | 2024-2025                           | 12-02-2025                          | Lenzerheide                         | Relais mixte                        | Médaille d'or, monde                | J. Simon                            | L. Jeanmonnot                       | É. Perrot                           | É. Jacquelin                        | Championnats du monde               |
| 35                                  | 2024-2025                           | 20-02-2025                          | Lenzerheide                         | Relais mixte simple                 | Médaille d'or, monde                | J. Simon                            | Q. Fillon Maillet                   | J. Simon                            | Q. Fillon Maillet                   | Championnats du monde               |
| 36                                  | 2024-2025                           | 22-02-2025                          | Lenzerheide                         | Relais 4 x 6 km                     | Médaille d'or, monde                | L. Jeanmonnot                       | O. Michelon                         | J. Braisaz-Bouchet                  | J. Simon                            | Championnats du monde               |
| 37                                  | 2024-2025                           | 09-03-2025                          | Nové Město                          | Relais 4 x 6 km                     | Médaille d'or                       | L. Jeanmonnot                       | O. Michelon                         | J. Braisaz-Bouchet                  | J. Simon                            | Coupe du monde                      |

### Championnats d'Europe Open
| Édition \ Épreuve   | Individuel | Sprint | Poursuite                  | Relais                           | Relais mixte                     | Relais mixte simple              |
| ------------------- | ---------- | ------ | -------------------------- | -------------------------------- | -------------------------------- | -------------------------------- |
| Otepää 2015         | —          | —      | —                          | Médaille de bronze, Europe       | Épreuve inexistante à cette date | Épreuve inexistante à cette date |
| Duszniki-Zdrój 2017 | 47e        | 18e    | 27e                        | Épreuve inexistante à cette date | —                                | 9e                               |
| Val Ridanna 2018    | —          | 29e    | Médaille de bronze, Europe | Épreuve inexistante à cette date | —                                | Médaille d'argent, Europe        |

Légende :
- : deuxième place, médaille d'argent
- : troisième place, médaille de bronze
- — : non disputée par Julia Simon
- : pas d'épreuve

### IBU Cup

#### Podiums individuels en IBU Cup
| Podiums individuels en IBU Cup | Podiums individuels en IBU Cup | Podiums individuels en IBU Cup | Podiums individuels en IBU Cup | Podiums individuels en IBU Cup | Podiums individuels en IBU Cup |
| n°                             | Saison                         | Date                           | Lieu                           | Épreuve                        | Résultat                       |
| ------------------------------ | ------------------------------ | ------------------------------ | ------------------------------ | ------------------------------ | ------------------------------ |
| 1                              | 2016-2017                      | 05-01-2017                     | Val Martello                   | Sprint 7,5 km                  | Médaille de bronze             |
| 2                              | 2016-2017                      | 07-01-2017                     | Val Martello                   | Sprint 7,5 km                  | Médaille d'or                  |
| 3                              | 2016-2017                      | 11-03-2017                     | Otepää                         | Sprint 7,5 km                  | Médaille d'argent              |
| 4                              | 2017-2018                      | 16-12-2017                     | Obertilliach                   | Sprint 7,5 km                  | Médaille d'argent              |
| 5                              | 2017-2018                      | 27-01-2018                     | Val Ridanna                    | Poursuite 10 km                | Médaille de bronze, Europe     |

### Championnats du monde juniors et de la jeunesse
| Édition \ Épreuve   | Individuel | Sprint                    | Poursuite | Relais               |
| ------------------- | ---------- | ------------------------- | --------- | -------------------- |
| Presque Isle 2014   | 25e        | Médaille de bronze, monde | 16e       | Médaille d'or, monde |
| Minsk-Raubichi 2015 | 20e        | 18e                       | 7e        | Médaille d'or, monde |
| Brezno-Osrblie 2017 | 9e         | 8e                        | 5e        | 5e                   |

Légende :
- participation aux Championnats du monde de la jeunesse

- : première place, médaille d'or
- : troisième place, médaille de bronze

### Championnats d'Europe juniors
| Édition \ Épreuve | Individuel | Sprint | Poursuite             | Relais mixte                     |
| ----------------- | ---------- | ------ | --------------------- | -------------------------------- |
| Nové Město 2014   | 24e        | 26e    | 24e                   | —                                |
| Otepää 2015       | 9e         | 5e     | 8e                    | —                                |
| Pokljuka 2016     | 9e         | 5e     | Médaille d'or, Europe | Épreuve inexistante à cette date |

Légende :
- : première place, médaille d'or
- — : non disputée par Julia Simon
- : pas d'épreuve

### Championnats de France
- 2018
  - Championne de France de la mass start
  - 3e du relais mixte simple (avec Hugo Rivail)
- 2019
  - Championne de France de la mass start
  - 2e du relais mixte simple (avec Hugo Rivail)
- 2024
  - 2e de la mass start
  - 2e du relais féminin
- 2025
  - 3e de la mass start

### Championnats de France de biathlon d'été
- 2017
  - 2e du sprint
- 2019
  - Championne de France du sprint court
  - 3e de la poursuite
- 2020
  - 2e de la poursuite
- 2021
  - Championne de France du sprint court
  - 3e du sprint
- 2022
  - Championne de France du sprint court
  - 2e de la poursuite
- 2023
  - Championne de France de la poursuite
- 2024
  - Championne de France de la poursuite
  - 3e du sprint

## Palmarès en ski de fond

### Championnats de France de ski de fond d'été
- 2020
  - Championne de France de l'individuel

## Distinctions
- 2022 :  Chevalier de l'ordre national du Mérite[57]